# Salvador Contreras
Salvador Contreras Sánchez (Cuerámaro, Guanajuato, México, 10 de noviembre de 1910 - 7 de noviembre de 1982) fue un compositor mexicano, miembro del Grupo de los Cuatro.
Su vida se resume en una absoluta dedicación a la música, vocación que fue despertada desde su infancia y mantuvo a lo largo de su existencia. Fue discípulo de Silvestre Revueltas, Carlos Chávez y Candelario Huízar, durante sus estudios en el Conservatorio Nacional de Música. Habiendo asimilado el sentimiento nacionalista y el folclore de su país, fundó el «Grupo de los Cuatro», junto con Blas Galindo, José Pablo Moncayo y Daniel Ayala Pérez. El «Grupo de los Cuatro» representa el agotamiento de las tendencias nacionalistas en la música mexicana, cuyo apogeo se da entre 1930 y 1960.

## Biografía
Compositor, violinista y director de orquesta; Salvador Contreras Sánchez nació en Cuerámaro, Guanajuato, el 10 de noviembre de 1910. 
Hijo de Nemoria Sánchez  y José Contreras; su padre alentó en él el estudio por la música desde muy temprana edad. En 1916, la familia Contreras Sánchez se trasladó a la Ciudad de México donde Salvador toma sus primeras clases de violín, con su tío Francisco Contreras. Gracias a esto, en1926 es aceptado en el Conservatorio Nacional, sin embargo, debido a las carencias económicas que la familia atravesaba, tuvo que dejar sus estudios para dedicarse a trabajar como violinista en diferentes carpas. 
Fue en 1931 que logró retomar su estudios en el Conservatorio Nacional, y tomó clases de Composición Musical con Carlos Chávez; de Formas Musicales con Candelario Huízar; y de Música de Cámara y Dirección de Orquesta con Silvestre Revueltas. En 1932, Contreras logra formar parte de la Orquesta del Conservatorio Nacional; dirigida en aquel entonces por el Mtro. Revueltas. Asimismo, se integró en el Cuarteto de Cuerdas de la Institución. Durante 1933 fue nombrado profesor de Violín en los centros populares para obreros, logrando con ello tomar, para 1934, el lugar de Segundo Violín dentro de la Orquesta Sinfónica de México. Ya en 1935, junto con Blas Galindo, Daniel Ayala y Pablo Moncayo crearon el famoso Grupo de los Cuatro; destinado a ejecutar la música de autores mexicanos que combinarían técnicas modernas con estilística mexicana. Finalmente, en 1940 es designado Director de la Orquesta de la Escuela Superior de Música.
Como compositor, Contreras se mantuvo en una línea ascendente sobre todo a partir de 1947 cuando ganó el premio de la Orquesta Sinfónica de México con la obra Suite para orquesta sinfónica, hasta 1967 que gana el primer lugar en el concurso convocado por la SEP para celebración del bicentenario de la República con su Cantata a Juárez. Su obra es amplia y sólida, íntima y emotiva; de su primera obra (Sonata para violín y violoncello 1933) a la última (Símbolos 1979), no sólo se nota un interesante tratamiento estilístico del maestro Contreras, que va del impresionismo, pasando por el nacionalismo y terminando con el dodecafonismo; sino revela una evolución como compositor, quien llegó a madurar un lenguaje propio como lo expresan obras como: Danza negra, Siete preludios para piano y Homenaje a Carlos Chávez entre otras.
Su producción orquestal según criterio de Aurelio Tello, biógrafo de Contreras, “Desde Música para Orquesta Sinfónica 1940) , hasta Símbolos, no sólo es un verdadero recorrido por todas las posibilidades, sino donde se encuentra lo mejor de la obra de Contreras como compositor, y en donde se encuentran expresiones musicales de lo más notable de nuestro país en cuanto a música sinfónica”.
Contreras ocupó además distintos puestos administrativos y artísticos del INBA, además de ser parte de un elemento importante del movimiento nacionalista de la música de México. 
Su producción asciende alrededor de cien obras que permanece mayoritariamente archivada. Contreras espera, como muchos otros compositores mexicanos, el paso del tiempo y de la historia para que su música sea verdaderamente valorada.
El maestro Salvador Contreras fallece el 7 de noviembre de 1982 en la Cd. De México D.F.

## Obra
Aunque en su producción se cuentan obras de música de cámara y para instrumentos solistas, principalmente el piano y la guitarra, fue sobre todo compositor de música instrumental. Su obra revela fuerte influencia del neoclasicismo stravinskiano y de la sonoridad de Revueltas, así como ciertos rasgos impresionistas. Obras como los Corridos para coro y orquesta, la Danza Negra para orquesta y Símbolos, de corte sinfónico, han colocado el nombre del compositor cueramarense junto al de los más ilustres creadores musicales del siglo XX mexicano.
Entre sus obras más conocidas destacan las siguientes:
- Sonata para violín y violoncello, 1933;
- Cuarteto de cuerdas No. 2, 1936;[3]
- Cuatro canciones, 1959;
- Cuarteto No. 3, 1962;
- Tres movimientos para guitarra, 1963;
- Dos piezas dodecafónicas, 1966;
- Siete preludios para piano, 1971.